# Tiyé Giraud
Tiyé Giraud je americká zpěvačka a perkusionistka. V devadesátých letech spolupracovala s velšským hudebníkem Johnem Calem. Zpívala na několika jeho koncertech, stejně jako na albech Walking on Locusts (1996) a Eat/Kiss: Music for the Films by Andy Warhol (1997). Rovněž hrála na perkuse na desce In Paradisu (1996) korsické kapely Les Nouvelles Polyphonies Corses, jíž byl Cale producentem. Účastnila se také Caleova turné The '99 Greenwich Delusion (1994). Rovněž spolupracovala s houslistou Davidem Soldierem a jeho uskupením Soldier String Quartet (hráli společně mj. právě na Caleových nahrávkách a koncertech). Roku 1998 složila hudbu a texty pro divadelní taneční představení Sugar Tit!. O choreografii a režii díla se postarala Anita Gonzalez.

## Diskografie

### Sólová
- Hokumbe! (Celebration!!) (1990)
- Dirty Dishy Divine (1993)

### Ostatní
- Smut (Dave Soldier, 1994)
- Last Day on Earth (John Cale a Bob Neuwirth, 1994)
- Walking on Locusts (John Cale, 1996)
- She's Lightning When She Smiles (Dave Soldier, 1996)
- In Paradisu (Les Nouvelles Polyphonies Corses, 1996)
- Eat/Kiss: Music for the Films by Andy Warhol (John Cale, 1997)
- You Don't Know My Mind (Guy Davies, 1998)
- Inspect for Damaged Gods (Soldier String Quartet, 2004)
- In Four Color: Music for String Quartet (Dave Soldier, 2015)